# Schilbe
Schilbe é um género de peixe da família Schilbeidae.
Este género contém as seguintes espécies:
- Schilbe moebiusii
- Schilbe mystus